# Feliks Kozubowski (major)
Feliks Kozubowski (ur. 7 lutego 1894 na Litwie, zm. 15 września 1939 w Sochaczewie) – major piechoty Wojska Polskiego

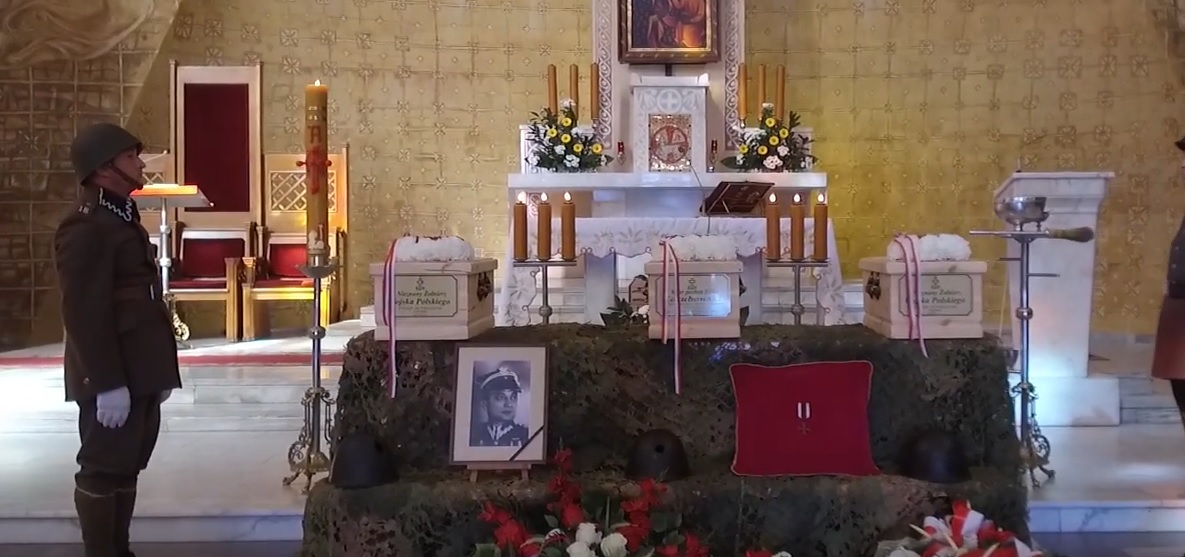
Pogrzeb mjr Feliksa Kozubowskiego (2019)

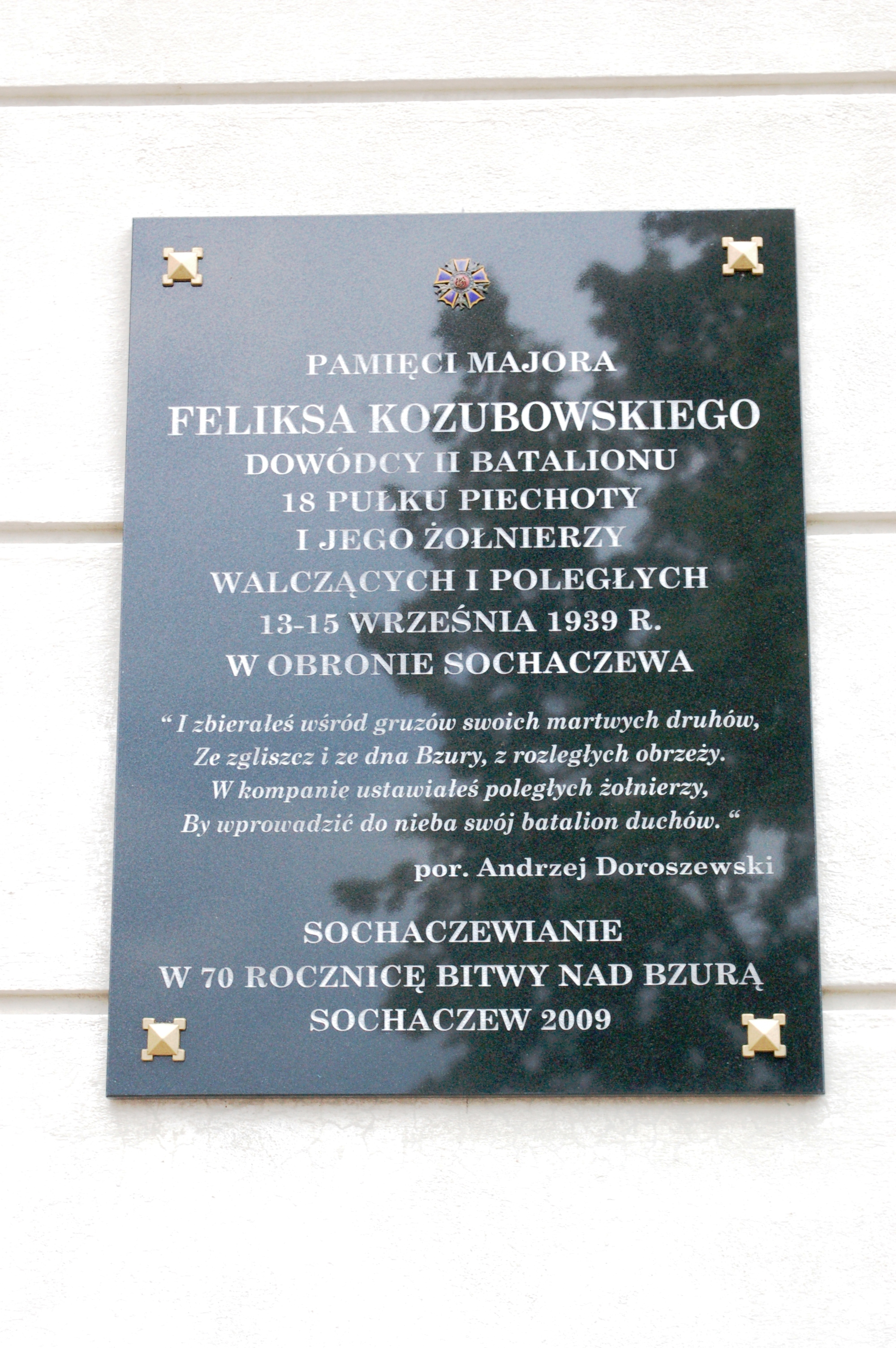
Tablica w Sochaczewie upamiętniająca Feliksa Kozubowskiego

## Życiorys
We wczesnych latach młodości służył w armii rosyjskiej, w 21 zapasowym baonie w Kursku, a następnie był kadetem w 2 Szkole Podchorążych w Kijowie i 1 Dywizji Strzelców Polskich. W 1917 roku został mianowany podporucznikiem, a kilka miesięcy później porucznikiem. 3 maja 1922 roku został zweryfikowany w stopniu kapitana ze starszeństwem z dniem 1 czerwca 1919 roku i 1579. lokatą w korpusie oficerów piechoty. W 1923 roku był dowódcą II batalionu szkolnego w Centralnej Szkole Podoficerów Zawodowych Piechoty Nr 1 w Chełmnie, pozostając oficerem nadetatowym 84 pułku piechoty w Pińsku. W latach 1924–1928 pełnił służbę w 42 pułku piechoty w Białymstoku. 27 stycznia 1930 roku został awansowany na majora ze starszeństwem z dniem 1 stycznia 1930 roku i 66. lokatą w korpusie oficerów piechoty. W 1932 roku służył w Wojskowym Instytucie Przeciwgazowym w Warszawie.
W kampanii wrześniowej 1939 roku dowodził II batalionem 18 pułku piechoty (26 DP) ze Skierniewic.
W godzinach rannych 13 września, w czasie bitwy nad Bzurą, dowodzony przez niego pododdział zluzował III/144 pp (rez.) i 67 batalion saperów na wschodnim brzegu Bzury, na przedmościu Sochaczewa (obrona Sochaczewa). Rano następnego dnia z niewiadomych przyczyn wycofał się z miasta. Zawrócony przez płk dypl. Tadeusza Parafińskiego, około godz. 10.00 natarł z marszu na miasto i odrzucił nieprzyjaciela, który w międzyczasie obsadził Sochaczew. W godzinach popołudniowych został wyparty z zajmowanych stanowisk, lecz po wprowadzeniu do walki odwodów odzyskał je na powrót. W trakcie ciężkich walk o miasto, trwających 2,5 doby, jego batalion stracił 80% stanu osobowego. Zginął rankiem 15 września trafiony serią pocisków z karabinu maszynowego, podczas wycofywania się z miasta, na przeprawie pontonowej przez Bzurę. Pochowany razem ze swoimi żołnierzami na Cmentarzu św. Wawrzyńca w Sochaczewie. 

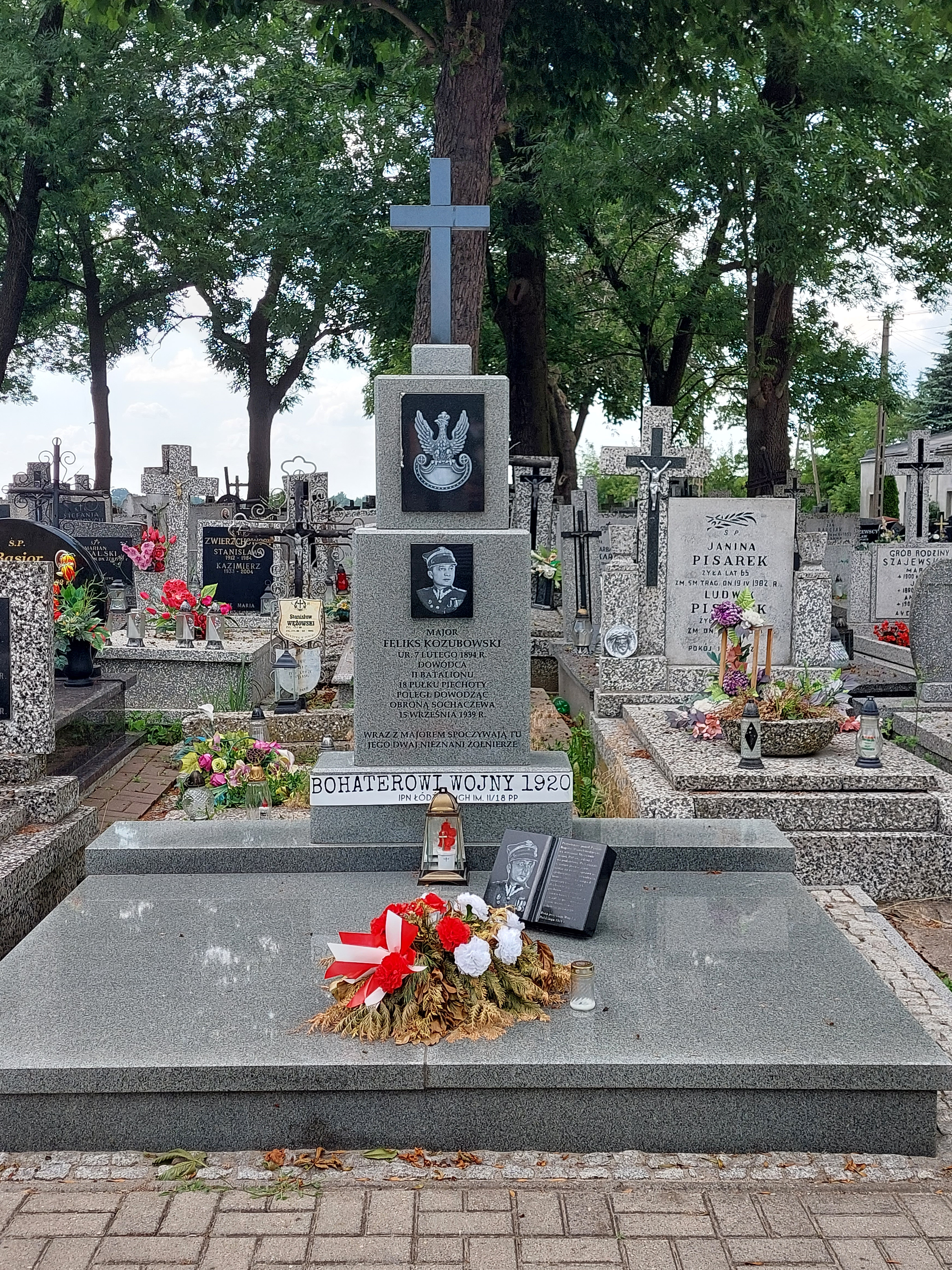
Grób mjr Feliksa Kozubowskiego w Sochaczewie

W 2019 r. szczątki majora Kozubowskiego oraz dwóch nieznanych żołnierzy Wojska Polskiego zostały ekshumowane na zlecenie Biura Upamiętniania Walk i Męczeństwa IPN. Uroczysty pogrzeb odbył się 6 września 2019 roku. Szczątki żołnierzy i Majora złożono w nowym grobie, który powstał z inicjatywy Muzeum Ziemi Sochaczewskiej i Pola Bitwy Nad Bzurą.

## Upamiętnienie
- Imieniem Feliksa Kozubowskiego nazwana została jedna z sochaczewskich ulic.
- 26 maja 2009 roku w uznaniu szczególnych zasług dla miasta oraz wielkiej odwagi, bohaterstwa i determinacji odznaczony został Tytułem Honorowego Obywatela Miasta Sochaczewa[10].
- 11 listopada 2016 roku została nadana nazwa mostu w Sochaczewie im. mjr Feliksa Kozubowskiego.
- 12 stycznia 2017 roku Minister Obrony Narodowej Antoni Macierewicz nadał 38 Sochaczewskiemu Dywizjonowi Zabezpieczenia Obrony Powietrznej imię mjr. Feliksa Kozubowskiego[11].
- 13 kwietnia 2018 roku odbyła się uroczystość, podczas której Technikum Kształcenia Zawodowego nr 1 w Sochaczewie nadano imię mjr. Feliksa Kozubowskiego[12].

## Ordery i odznaczenia
- Krzyż Niepodległości (13 września 1933)[13]
- Krzyż Walecznych
- Złoty Krzyż Zasługi (18 marca 1932)[14]
- Medal Pamiątkowy za Wojnę 1918–1921[15]
- Medal Dziesięciolecia Odzyskanej Niepodległości[15]
- Państwowa Odznaka Sportowa[15]